# Зуппе, Франц фон
Франц фон Зуппе́ (нем. Franz von Suppé, также Suppè), при рождении  Франческо Эцекьеле Эрменеджильдо Зуппе-Демелли (Francesco Ezechiele Ermenegildo Suppé Demelli; 18 апреля 1819 года, Сплит — 21 мая 1895 года, Вена) — австрийский композитор и дирижёр. Один из создателей венской оперетты.

## Биография
Зуппе родился в далматском городе Сплите, принадлежавшем тогда Австро-Венгрии, в дворянском семействе. Часть его предков, по некоторым сведениям, родом из Бельгии, мать Зуппе — австрийка из Вены, есть и итальянцы. Зуппе — дальний родственник композитора Гаэтано Доницетти.
Зуппе получил музыкальное образование в Задаре и Кремоне и уже в детстве начал сочинять собственные композиции. Некоторое время изучал в Падуе право, но композиции не бросал и постепенно приобрёл известность как автор популярных песен. В 1835 году овдовевшая мать композитора вернулась в Вену, а сам он сократил и германизировал своё имя.
Поворот в судьбе Зуппе наступил в 1840 году, когда Франц Ксавер Покорны пригласил его стать дирижёром венского Театра в Йозефштадте. Зуппе написал более сотни оперетт, фарсов, балетов и др. сценических форм, поставленных как в этом, так и в других театрах Европы и США. В частности, ему принадлежит первая оперетта на немецкий сюжет. Выступал и в качестве певца.
В конце жизни Зуппе стал уделять больше внимания созданию классической и духовной музыки. Умер на 77-м году жизни, похоронен на венском Центральном кладбище.

## Творчество
Зуппе написал более двух тысяч разных произведений. В основном это песни, хоры, романсы. Он также автор многочисленных месс, симфоний и концертных увертюр.
Для театра он написал около 30 оперетт и комических опер, из которых наиболее известны «Боккаччо», «Прекрасная Галатея» и «Фатиница» (действие которой происходит в стане русских войск во время русско-турецкой войны). Его увертюры популярнее и исполняются чаще, чем соответствующие оперетты и оперы. Последние в основном можно встретить на сценах немецкоязычных стран. Оперетта «Боккаччо» неоднократно экранизировалась.

### Оперетты и комические оперы
- Пансионат (Das Pensionat, 1860, Вена)
- Карточный игрок (Die Kartenschlägerin, 1862, Theater am Franz-Josefs-Kai, Вена) по мотивам пушкинской «Пиковой дамы»
- Десять невест, ни одного жениха (Zehn Mädchen und kein Mann, 1862, Kai-Theatre, Вена)
- Весёлые студенты (1863, Kai-Theater, Вена)
- Пиковая дама (Pique Dame, 1864, Грац), переделка «Карточного игрока»
- Прекрасная Галатея (Die schöne Galathee, 1865, Carltheater, Вена)
- Лёгкая кавалерия (Leichte Kavallerie, 1866, Carltheater, Вена)
- Banditenstreiche (1867, Carltheater, Вена)
- Хозяйка (Die Frau Meisterin, 1868, Carltheater, Вена)
- Фатиница (Fatinitza, 1876, Carltheater, Вена)
- Боккаччо (Boccaccio, 1879, Carltheater, Вена)
- Донна Жуанита (Donna Juanita, 1880, Carltheater, Вена), существует также в оркестровке Леонида Фейгина
- Гасконец (Der Gascogner, 1881, Carltheater, Вена)
- Bellmann (1887, театр «Ан дер Вин», Вена)
- Стремление к счастью (Die Jagd nach dem Glück, 1888, Carltheater, Вена)

### Инструментальные произведения
- Марш «О, моя Австрия» (Oh Du mein Österreich), который называли вторым гимном страны
- Увертюра «Утро, полдень и вечер в Вене» (Ein Morgen, ein Mittag und ein Abend in Wien)
- Увертюра «Поэт и крестьянин» (Dichter und Bauer)
- Увертюра «Танталовы муки» (Tantalusqualen)

### Духовная музыка
- Реквием (1855)

## Признание

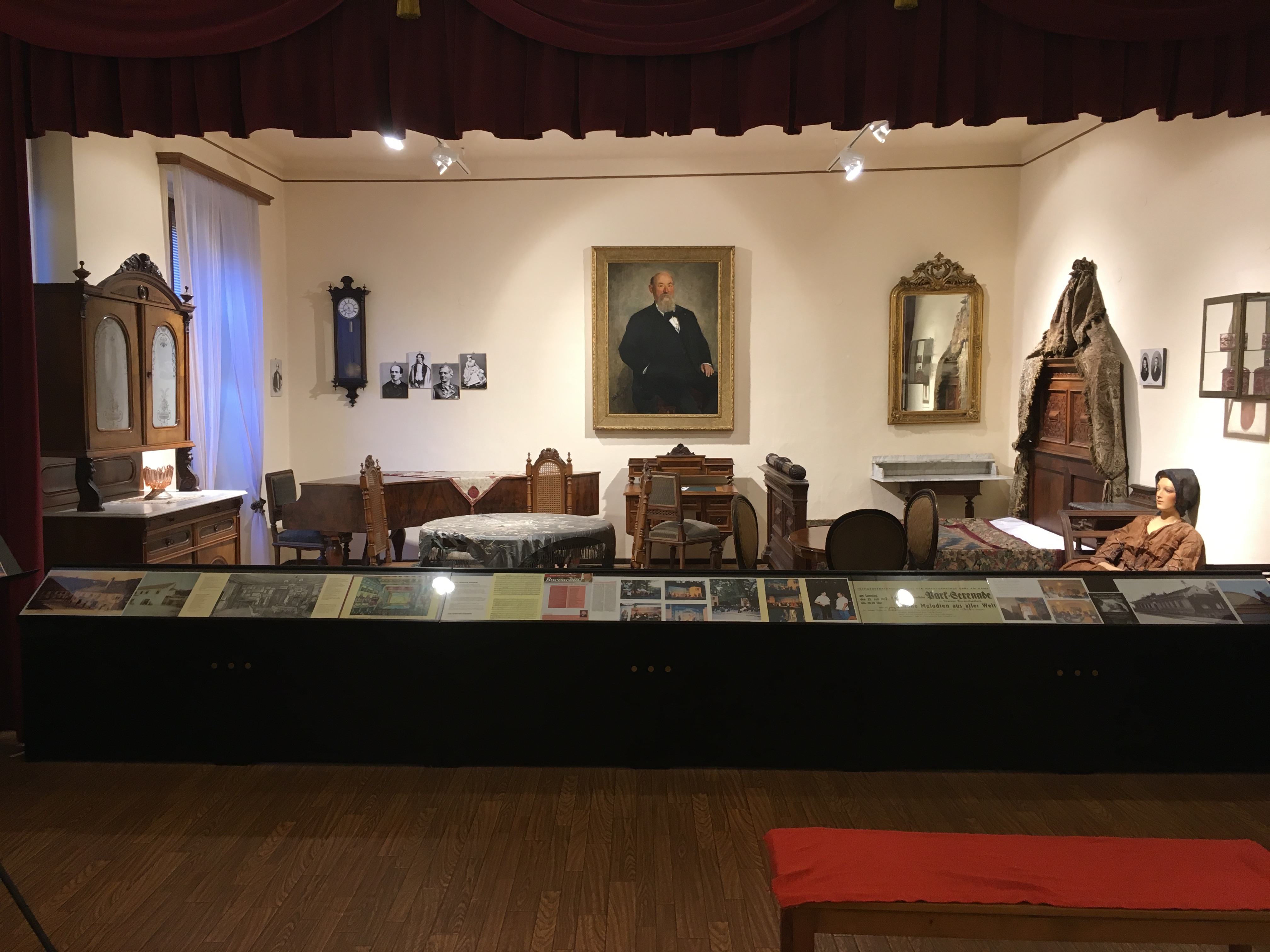
Интерьер комнаты Франца фон Зуппе

Изображен на австрийской почтовой марке 1995 года.